# پیکچو
پیکچو (به اسپانیایی: Pikchu) یک کوه در پرو است که در استان کوسکو واقع شده‌است. پیکچو ۳٬۸۰۰ متر بالاتر از سطح دریا واقع شده‌است.